# Джина Роулендс
Вірджинія Кетрін «Джина» Роулендс (англ. Gena Rowlands; 19 червня 1930, Медісон, Вісконсин — 14 серпня 2024) — американська акторка, кар'єра якої в індустрії розваг тривала понад 60 років. Чотириразова володарка «Еммі» і дворазова лауреатка премії «Золотий глобус». Номінантка премії «Оскар» за найкращу жіночу роль у фільмах «Глорія» (1980) і «Жінка під впливом» (1974).

## Біографія
Вірджинія Кетрін Роулендс народилася в Медісон, Вісконсин. Її мати, Мері Аллен (Ніл), була домогосподаркою, яка пізніше працювала акторкою під сценічним ім'ям Леді Роулендс. ЇЇ батько, Едвін Мервін Роулендс, був банкіром і працював у легіслатурі. Він був членом «Прогресивної партії Вісконсину» і мав валлійське походження. Вірджинія мала брата, Девіда Роулендса.
Упродовж 1947—1950 років Роулендс навчалася в Університеті Вісконсин-Медісон. Акторську освіту отримала в Академії драматичного мистецтва у Нью-Йорку.
На початку 1950-х дебютувала на сцені нью-йоркського «Провінстаун Плейхаузе». До кінця 1950-х років грала виключно в театрі, зокрема на Бродвеї. Її дебютом у кіно стала роль за контрактом з Metro-Goldwyn-Mayer у фільмі Жозе Феррера «Висока ціна любові» (1958).

## Особисте життя
Роулендс була одружена з актором і режисером Джоном Кассаветісом, з 9 квітня 1954 року і до його смерті 3 лютого 1989 року.
Син — актор і режисер Нік Кассаветіс.

## Вибрана фільмографія
- «Тіні» (1959)
- «Дитина чекає» (1963)
- «Особи» (1968)
- «Жінка під впливом» (1974)
- «Вечір прем'єри[en]» (1977)
- «Пограбування Брінкса» (1978)
- «Глорія» (1980)
- «Інша жінка» (1988)
- «Ніч на Землі» (1991)
- «Полі» (1998)
- «Проблиски надії» (1998)
- «Велетень (фільм)» (1998)
- «Мінливості любові» (1998)
- Забираючи життя (2004)
- Щоденник пам'яті (2004)
- Ключ від усіх дверей (2005)
- Париже, я люблю тебе (2006)
- Монк (телесеріал)
- Морська поліція: Спецпідрозділ